# Wendelin Werner
Wendelin Werner (ur. 23 września 1968 w Kolonii) – francuski matematyk urodzony w Niemczech (otrzymał obywatelstwo francuskie w wieku 9 lat). Laureat Medalu Fieldsa z 2006 roku.

## Życiorys
Werner jest absolwentem paryskiej École normale supérieure. W 1993 roku na Université Pierre et Marie Curie obronił pracę doktorską, napisaną pod kierunkiem Jeana-François Le Galla.
Początkowo pracował w Centre national de la recherche scientifique (1993–1997). W latach 1997–2013 był profesorem na Université Paris-Sud, równocześnie od 2005 roku wykładając na swojej macierzystej uczelni (École normale supérieure). W latach 2013–2023 był profesorem Politechniki Federalnej w Zurychu
W roku 2000 otrzymał Nagrodę EMS, a w 2006 roku został wyróżniony Medalem Fieldsa, jako pierwszy matematyk zajmujący się teoriami prawdopodobieństwa w matematyce (błądzenie losowe, ruchy Browna). W 2006 roku wygłosił wykład na Międzynarodowym Kongresie Matematyków.